# Ácido aminometilfosfónico
El aminofosfonato ácido aminometilfosfónico (AMPA) es un ácido orgánico débil con un grupo fosfonato. Es uno de los principales productos de degradación del herbicida glifosato. El AMPA tiene baja toxicidad, que es comparable a la del glifosato. Se ha encontrado que puede ser descompuesto de manera natural en el suelo o transformado en ácido fosfórico mediante la acción bacteriana y finalmente a dióxido de carbono y fosfato inorgánico.